# Таруашвили, Леонид Иосифович
Леони́д Ио́сифович Таруашви́ли (26 октября 1946 — 31 марта 2022) — российский искусствовед. Доктор искусствоведения, почётный член РАХ (2015), главный научный сотрудник Научно-исследовательского института теории и истории изобразительных искусств Российской академии художеств.

## Биография
Окончил факультет теории и истории искусства Института им. И. Е. Репина (1975). Сотрудник Эрмитажа (1973—1988), затем — НИИ теории и истории изобразительных искусств РАХ. В 1982 году защитил кандидатскую диссертацию «Бертель Торвальдсен и проблемы классицизма», в 1996 году — докторскую диссертацию «Тектоника визуального образа в поэзии античности и христианской Европы: к вопросу о культурно-исторических предпосылках ордерного зодчества».
Награждён медалями «Достойному» РАХ (2016, 2017).
Сфера научных интересов — междисциплинарные исследования в области античных искусства и литературы; антично-классическая традиция в новоевропейской художественной культуре; визуально-пластическая выразительность литературных образов; датская литература в междисциплинарном аспекте.

## Научные труды
- Бертель Торвальдсен и проблемы классицизма. — М.: НИИ теории и истории изобразит. искусств, 1992 [Ротапринт, сокращенный вариант]. — 167,[6] с., [11] л. ил.
- Эстетика архитектурного ордера: От Витрувия до Катрмера де Кенси. — М.: Architectura, 1995. — 178 с.: ил.
- Тектоника визуального образа в поэзии античности и христианской Европы: К вопросу о культурно-исторических предпосылках ордерного зодчества. — М.: Языки русской культуры, 1998 (Серия: Язык. Семиотика. Культура). — 374 с.: портр. — ISBN 978-5-7859-0072-1
- Языки свободного общества: Искусство /Таруашвили Л. И., Бернштейн Б. М., Яковенко И. Г. / Сост. Таруашвили Л. И. — М.: Языки славянской культуры, 2003 (Язык. Семиотика. Культура. Малая серия). — 160 с. — ISBN 5-94457-120-9
- Искусство Древней Греции: Словарь. — М.: Языки славянской культуры, 2004. — 336 с. — ISBN 978-5-94457-188-5
- В соавт. с: Суриков И. Е., Ленская В. С., Соломатина Е. И. История и культура Древней Греции: Энциклопедический словарь. — М.: Языки славянской культуры, 2009. — 792 с. — ISBN 978-5-9551-0355-6
- Рим в 313 году: Художественно-исторический путеводитель по столице древней империи. — М.: Статут, 2010. — 278 с.: ил. — ISBN 978-5-8354-0614-2
- Гомер в зеркале новоевропейских переводов: Пластико-тектонический аспект. — М.: Памятники исторической мысли, 2013. — 176 с. — ISBN 978-5-88451-313-6
- Статуарность и тектоника в образах литературы и искусства: Статьи разных лет. — М.: Статут, 2016. — 320 с.— ISBN 978-5-8354-1288-4
- Слава и бесславие знаменитых античных статуй. Очерки истории восприятия. — М.: БуксМАрт, 2019. — 208 с.: ил.— ISBN 978-5-907043-26-8
- Тектоника словесного образа: Об эстетическом отношении к эффекту устойчивости в античном мире и постантичной Европе, или К проблеме этиологии архитектурного ордера. — М.: Энциклопедия, 2022. — 472 с. — ISBN 978-5-94802-272-7
- Бертель Торвальдсен и проблемы классицизма. —  М.: БуксМАрт, 2024. — 312 с.: ил.  — ISBN 978-5-00203-034-7